# MHC Vianen
MHC Vianen is een Nederlandse hockeyclub uit de Utrechtse plaats Vianen.
De club werd opgericht op 5 september 1975 en speelt op Sportpark Blankensteijn aan de Clarissenhof 58. Het eerste damesteam komt in het seizoen 2016/17 uit in de vierde klasse, het eerste herenteam in de derde klasse van de KNHB.
In de zomer van 2015 zijn twee nieuwe velden aangelegd een waterveld op plaats van het oude zandveld en een geheel nieuw zandveld.